# Дерек Міллс
Дерек Міллс (англ. Derek Mills; нар. 9 липня 1972, Вашингтон, США) — американський легкоатлет, що спеціалізується на спринті, олімпійський чемпіон 1996 року, чемпіон світу.

## Кар'єра
| Рік             | Змагання                     | Місто            | Місце           | Дисципліна            | Примітки        |
| Представник США | Представник США              | Представник США  | Представник США | Представник США       | Представник США |
| --------------- | ---------------------------- | ---------------- | --------------- | --------------------- | --------------- |
| 1995            | Чемпіонат світу              | Гетеборг, Швеція | 1               | естафета 4×400 метрів | 2:57.32         |
| 1996            | Олімпійські ігри             | Атланта, США     | 1               | естафета 4×400 метрів | 2:55.99         |
| 1997            | Чемпіонат світу в приміщенні | Париж, Франція   | 5               | біг на 400 метрів     | 46.30           |